# HD114696
HD114696 — хімічно пекулярна зоря спектрального класу
A0 й має видиму зоряну величину в смузі V приблизно  9,7.

## Пекулярний хімічний склад
Зоряна атмосфера HD114696 має підвищений вміст 
Si
.